# Pseudarthria hookeri
Espèce
Synonymes
- Pseudarthria hookeri var. hookeri[1]
- Pseudarthria lactescens Bojer[1]

Pseudarthria hookeri est une espèce de plantes à fleurs de la famille des Fabaceae et du genre Pseudarthria, présente en Afrique tropicale.
Son épithète spécifique hookeri rend hommage au botaniste britannique Joseph Dalton Hooker.

## Description
La sous-espèce argyrophylla est un arbuste érigé de 2 ou 3 m de hauteur, avec de petites fleurs et des panicules assez denses.

La sous-espèce hookeri est une herbe semi-ligneuse d'environ 45 cm, avec des feuilles pubescentes, vertes dessous, et des fleurs blanchâtres en épi.

## Distribution
L'espèce est présente en Afrique de l'Ouest et du Centre, jusqu'au Soudan et à l'Afrique du Sud.

## Liste des variétés
Selon Tropicos (26 juin 2020) (Attention liste brute contenant possiblement des synonymes) :
- Pseudarthria hookeri var. argyrophylla Verdc.
- Pseudarthria hookeri var. hookeri